# Dennstaedtia penicillifera
Dennstaedtia penicillifera là một loài dương xỉ trong họ Dennstaedtiaceae. Loài này được Alderw. mô tả khoa học đầu tiên năm 1918.
Danh pháp khoa học của loài này chưa được làm sáng tỏ. 